# 廖内群岛省
廖內群島省是印度尼西亞的一個省，位於蘇門答臘以東、加里曼丹以西。原屬廖內省，2004年設省，面積10,595平方公里。首府丹戎檳榔位於民丹島上，是該省兩個城市之一（另一個是新加坡以南的巴淡），另有五县。

## 地理

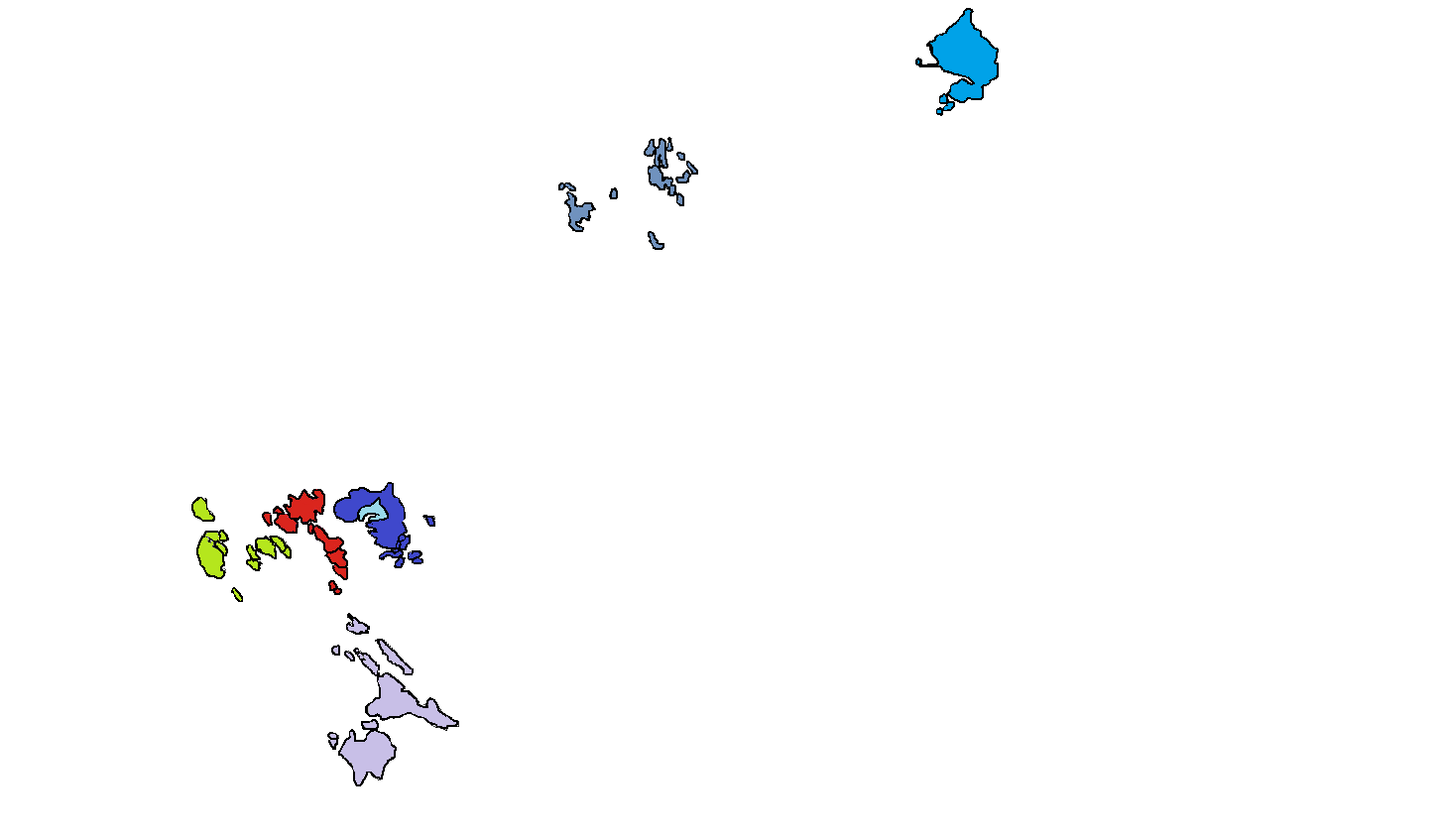
廖內群島省行政區劃
巴淡
丹戎檳榔
阿南巴斯群島
民丹
卡里汶
林加
納土納

由四個群島組成，包括廖內群島、林加群島，位於南中國海的納土納群島和阿南巴斯群島。轄約3,200島嶼。

## 經濟
廖內群島省為印尼最為繁榮的省份之一，2019年人均gdp為8658美元，位居印尼各省中第四。